# Amnisaiderna
Amnisaiderna var najader av Kreta i grekisk mytologi. De var döttrar till flodguden Amnisos och utgjorde det kretanska följe som dyrkade gudinnan Artemis.